# 贝贝里比
贝贝里比是巴西塞阿拉州的一个市镇。总面积1616.389平方公里，2007年总人口44882人，人口密度27.8人/平方公里。